# Хуан Антоніо Корбалан
Хуан Антоніо Корбалан (ісп. Juan Antonio Corbalán, 3 серпня 1954) — іспанський баскетболіст.
Срібний призер Олімпійських Ігор 1984 року, учасник 1972, 1980 років.
Срібний призер Чемпіонату Європи 1983 року.